# Sovrani di Toscana
In questa pagina sono elencati i nomi dei vari reggenti che nei secoli (con vari titoli) ressero la Toscana ovvero ne tennero la "sovranità" de iure o de facto. In verità il territorio della Repubblica di Firenze, poi Ducato e Granducato di Toscana non avrebbe mai raggiunto l'estensione dei domini dei conti e margravi imperiali e non coincise mai con i confini storici del marchesato. Di conseguenza i sovrani qui elencati, dal basso medioevo in poi, non governarono mai un'entità territoriale sovrapponibile alla Toscana come la si intende oggi.   

Bandiera del Granducato di Toscana nel periodo Mediceo.

## Marchesi o Margravi ("duchi") di Tuscia o Toscana, 797-1197

### Bonifaci (797-931)
I Bonifaci , discendenti da Bonifacio il Bavaro, originariamente erano conti di Lucca, estesero il loro comando ai territori confinanti.
- 797-810 o 812 Wicheramo
- 810 o 812-823 Bonifacio I il Bavaro, citato come dux (812) e comes (813)
- 812 Echergo comes Palatii, con sede a Pistoia
- 823-833 Bonifacio II
- 833-838 Mainfridux (non dinastico)
- 838-843 Agano o Aganone (non dinastico)
- 843-884 Adalberto I
- 884-915 Adalberto II
- 915-929 Guido
- 929-931 Lamberto

### Bosonidi (931-1001)

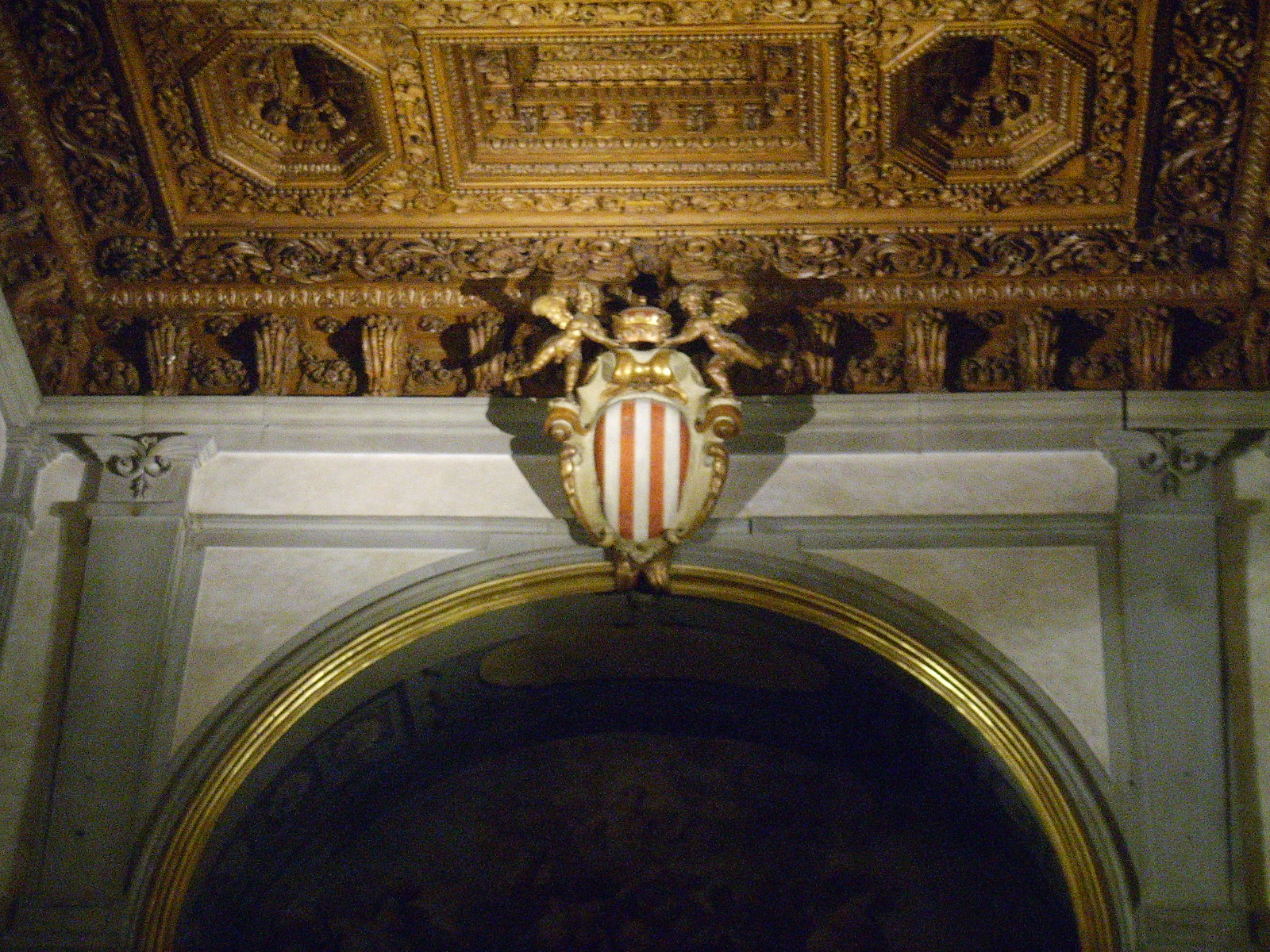
Stemma di Ugo II di Toscana sull'altare della Badia fiorentina

I Bosonidi erano parenti del re d'Italia Ugo di Arles, che diede ad essi l'incarico dopo aver rimosso i discendenti del casato precedente. In questo periodo fu attivo anche il conte palatino per la Toscana Tegrimo I, capostipite dei Guidi.
- 931-936 Bosone
- 937-968 Uberto
- 961-973 Ugo I (Supponide)
- 968-1001 Ugo II il Grande

### Hucpoldingi (1002-1012)
- 1002-1012 Bonifacio III

### Supponidi (1014-1024)
- 1014-1024 Ranieri, discendente di Tegrimo, capostipite dei Conti Guidi

### Da Canossa (1027-1115)
- 1027-1052 Bonifacio IV
- 1052-1055 Federico
- 1052-1076 Beatrice di Bar, reggente per Federico e Matilde, in quanto moglie di Bonifacio IV
  - 1054-1069 Goffredo I, come marito di Beatrice
  - 1069-1076 Goffredo II, come marito di Matilde
- 1076-1115 Matilde, meglio nota come Matilde di Canossa
  - 1089-1095 Guelfo, come marito di Matilde

### Guidi (1115-1124)

Stemma dei Guidi

Matilde, essendo senza eredi, adottò Guido Guerra, dei conti Guidi. Dopo la morte di Matilde, nessun marchese o vicario riuscirà più ad esercitare una reale autorità sull'intera Toscana, che risulta divisa in numerosi comuni autonomi. 
- 1115-1124 Guido Guerra I, figlio adottivo di Matilde.
- Tra il 1116 e il 1118 fu attivo in Toscana Rabodo, nominato vicario imperiale di San Miniato, seguito da Corrado di Scheiern, il quale diventò margravio alla morte di Guido.

### Margravi di nomina imperiale
- 1124-1126 Corrado di Scheiern

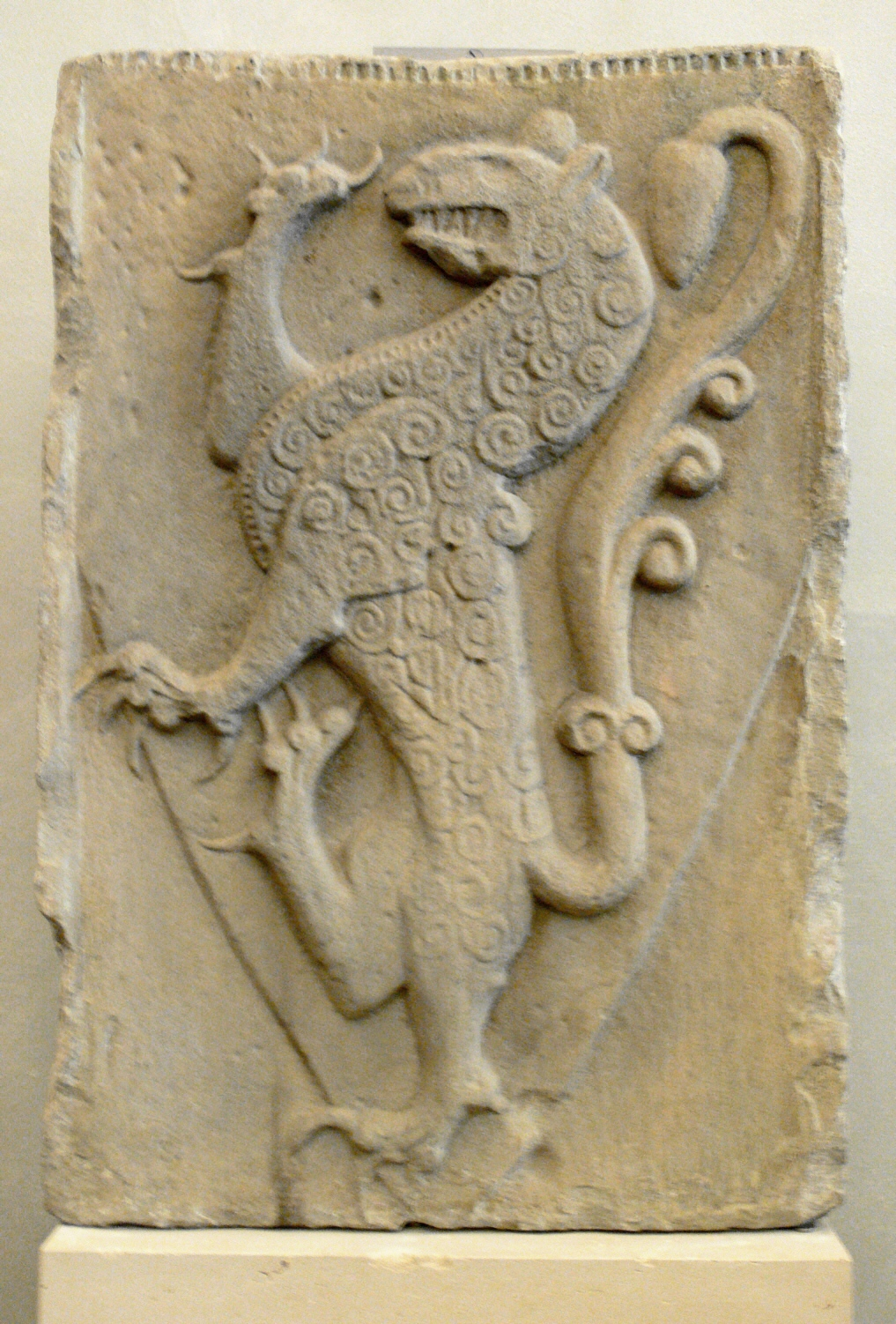
Stemma dei Welfen (Guelfi) sulla tomba di Guelfo I e Guelfo II già nella chiesa di San Giovanni Battista a Steingaden, oggi al Museo Nazionale Bavarese, Monaco di Baviera

- 1126-1152 Ulrico di Attems (vicario imperiale)
- 1129-1130 Corrado di Scheiern
- 1130-1131 Guido[2] ed Enrico[3]
- 1131-1132 Rampretto (vicario imperiale)
- 1135-1139 Enrico X di Baviera (vicario imperiale)
- 1135- 1137 Enghelberto III d'Istria
- 1152-1160 Guelfo I di Toscana dei Welfen di Baviera
- 1160-1167 Guelfo II di Toscana dei Welfen di Baviera
- 1167-1173 Guelfo I di Toscana dei Welfen di Baviera
- 1160-1163 arcivescovo Rainaldo di Dassel (vicario imperiale)
- 1163-1173 arcivescovo Cristiano di Magonza (vicario imperiale)
- 1193-1195 Corrado di Urslingen (già duca di Spoleto)
- 1195-1197 Filippo di Svevia

## Priori e capitani della Lega toscana
- 1197-? Ildebrando Pannocchieschi, vescovo di Volterra, "capitaneus" della Lega, e Acerbo, fiorentino, rettore de facto della Lega
- 1203-?, Amedeo, perugino
- ?-? Ildebrando Pannocchieschi, vescovo di Volterra, "capitaneus" della Lega (secondo mandato)
- 1220-1239 Pagano Pannocchieschi, vescovo di Volterra

## Governanti di nomina imperiale

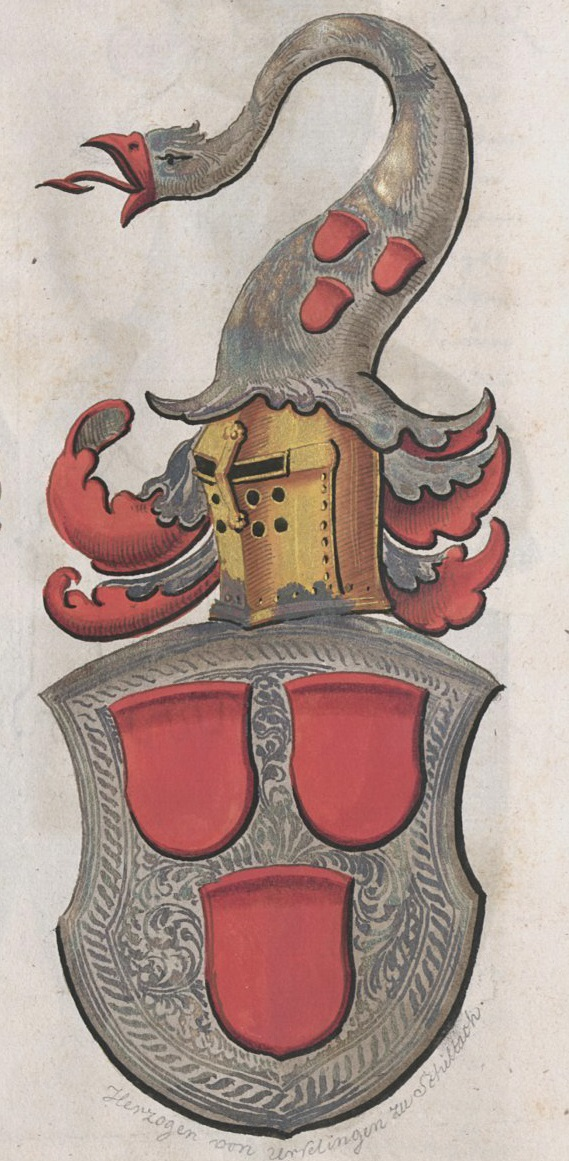
Stemma dei Urslingen

- pre 1228 Rainaldo di Urslingen, legato in Toscana dell'imperatore Federico II di Svevia
- pre 1245 Pandolfo Fasanella
- 1245-1250 Federico d'Antiochia, vicario imperiale di Federico II
- 1259-1261 conte Giordano Lancia d'Agliano, vicario di Manfredi
- 1261-1266 conte Guido Novello di Modigliana dei Conti Guidi

## Comandanti delle forze armate di parte guelfa
- 1315-1347 conte Bertrando del Balzo, capitano generale degli angioini
- 1348-1378 Piero degli Albizi, capitano di parte guelfo

## Signori di Firenze, 1434-1532

### Medici (1434-1494)
| Nome (nascita–morte)                                   | Ritratto | Governo         | Governo                   | Matrimoni                                  | Note                                 |
| Nome (nascita–morte)                                   | Ritratto | Inizio          | Fine                      | Matrimoni                                  | Note                                 |
| ------------------------------------------------------ | -------- | --------------- | ------------------------- | ------------------------------------------ | ------------------------------------ |
| Cosimo il Vecchio (27 settembre 1389 – 1º agosto 1464) |          | 6 ottobre 1434  | 1º agosto 1464            | Contessina de' Bardi due figli             | figlio di Giovanni, signore di fatto |
| Piero il Gottoso (14 giugno 1416 – 2 dicembre 1469)    |          | 1º agosto 1464  | 2 dicembre 1469           | Lucrezia Tornabuoni due figli e tre figlie | figlio di Cosimo                     |
| Lorenzo il Magnifico (1º gennaio 1449 – 9 aprile 1492) |          | 2 dicembre 1469 | 9 aprile 1492             | Clarice Orsini tre figli e cinque figlie   | figlio di Piero                      |
| Piero il Fatuo (15 febbraio 1472 – 28 dicembre 1503)   |          | 9 aprile 1492   | 9 novembre 1494 (deposto) | Alfonsina Orsini tre figli e una figlia    | figlio di Lorenzo, esiliato          |

### Governo anti-mediceo (1494-1512)
| Nome (nascita–morte)                                     | Ritratto | Governo       | Governo               | Matrimoni           | Note                                                                                    |
| Nome (nascita–morte)                                     | Ritratto | Inizio        | Fine                  | Matrimoni           | Note                                                                                    |
| -------------------------------------------------------- | -------- | ------------- | --------------------- | ------------------- | --------------------------------------------------------------------------------------- |
| Girolamo Savonarola (21 settembre 1452 – 23 maggio 1498) |          | novembre 1494 | 23 maggio 1498        | –                   | ispiratore della nuova riforma teocratica; dichiarato eretico, impiccato e dato al rogo |
| Pier Soderini (18 maggio 1450 – 13 giugno 1522)          |          | 1502          | 31 agosto 1512 (fuga) | Argentina Malaspina | gonfaloniere a vita; fuggito a seguito dell'invasione spagnola                          |

### Medici (1512-1527)
| Nome (nascita–morte)                                                  | Ritratto | Governo           | Governo                        | Matrimoni                                  | Note |
| Nome (nascita–morte)                                                  | Ritratto | Inizio            | Fine                           | Matrimoni                                  | Note |
| --------------------------------------------------------------------- | --- | ----------------- | ------------------------------ | ------------------------------------------ | --- |
| Cardinale Giovanni de' Medici (11 dicembre 1475 – 1º dicembre 1521)   | | 1º settembre 1512 | 9 marzo 1513 (eletto Papa)     | –                                          | figlio di Lorenzo il Magnifico; Papa con il nome di Leone X                                                                 |
| Giuliano de' Medici, duca di Nemours (12 marzo 1479 – 17 marzo 1516)  | | 9 marzo 1513      | 17 marzo 1516                  | Filiberta di Savoia nessun figlio          | figlio di Lorenzo il Magnifico                                                                                              |
| Lorenzo de' Medici, duca di Urbino (4 settembre 1493 – 4 maggio 1519) | | 17 marzo 1516     | 4 maggio 1519                  | Madeleine de la Tour d'Auvergne una figlia | figlio di Piero il Fatuo |
| Cardinale Giulio de' Medici (26 maggio 1478 – 25 settembre 1534)      | | 4 maggio 1519     | 19 novembre 1523 (eletto Papa) | –                                          | figlio naturale, poi legittimato, di Giuliano di Piero de' Medici; arcivescovo di Firenze; Papa con il nome di Clemente VII |
| Ippolito de' Medici (1511 – 10 agosto 1535)                           | | 19 novembre 1523  | 16 maggio 1527 (deposto)       | –                                          | figlio illegittimo di Giuliano duca di Nemours                                                                              |
| Ippolito de' Medici (1511 – 10 agosto 1535)                           | il cardinale Silvio Passerini governò in loro vece; furono cacciati dal popolo dopo la notizia del Sacco di Roma | 19 novembre 1523  | 16 maggio 1527 (deposto)       | –                                          | |
| Alessandro de' Medici (22 luglio 1510 – 6 gennaio 1537)               | | 19 novembre 1523  | 16 maggio 1527 (deposto)       | Margherita d'Austria nessun figlio         | |
| Alessandro de' Medici (22 luglio 1510 – 6 gennaio 1537)               | figlio illegittimo di Lorenzo II o del cardinale Giulio                                                          | 19 novembre 1523  | 16 maggio 1527 (deposto)       | Margherita d'Austria nessun figlio         | |

### Governo anti-mediceo (1527-1530)
| Nome (nascita–morte)                                  | Ritratto | Governo        | Governo                  | Matrimoni          | Note                                                                      |
| Nome (nascita–morte)                                  | Ritratto | Inizio         | Fine                     | Matrimoni          | Note                                                                      |
| ----------------------------------------------------- | -------- | -------------- | ------------------------ | ------------------ | ------------------------------------------------------------------------- |
| Niccolò Capponi (10 settembre 1472 – 18 ottobre 1529) |          | 31 maggio 1527 | 17 aprile 1529 (deposto) | Alessandra Strozzi | Gonfaloniere di Giustizia durante la restaurazione e l'assedio di Firenze |

### Medici (1530-1532)
| Nome (nascita–morte)                                    | Ritratto | Governo        | Governo                    | Matrimoni                          | Note                                          |
| Nome (nascita–morte)                                    | Ritratto | Inizio         | Fine                       | Matrimoni                          | Note                                          |
| ------------------------------------------------------- | -------- | -------------- | -------------------------- | ---------------------------------- | --------------------------------------------- |
| Alessandro de' Medici (22 luglio 1510 – 6 gennaio 1537) |          | 12 agosto 1530 | aprile 1532 (diventa Duca) | Margherita d'Austria nessun figlio | ritornato al potere dopo l'Assedio di Firenze |

## Duchi di Firenze, 1532-1569

### Medici (1532-1569)
| Nome (nascita–morte)                         | Ritratto | Regno          | Regno                             | Matrimoni                                       | Note                                                    | Nº |
| Nome (nascita–morte)                         | Ritratto | Inizio         | Fine                              | Matrimoni                                       | Note                                                    | Nº |
| -------------------------------------------- | -------- | -------------- | --------------------------------- | ----------------------------------------------- | ------------------------------------------------------- | -- |
| Alessandro (22 luglio 1510 – 6 gennaio 1537) |          | aprile 1532    | 6 gennaio 1537                    | Margherita d'Austria nessun figlio              | assassinato                                             | 1  |
| Cosimo I (12 giugno 1519 – 21 aprile 1574)   |          | 6 gennaio 1537 | 27 agosto 1569 (diventa Granduca) | Eleonora di Toledo sette figli e quattro figlie | figlio di Giovanni dalle Bande Nere e di Maria Salviati | 2  |

## Granduchi di Toscana, 1569-1801

### Medici (1569-1737)
| Nome (nascita–morte)                            | Ritratto | Regno            | Regno            | Matrimoni                                                                   | Note | Nº |
| Nome (nascita–morte)                            | Ritratto | Inizio           | Fine             | Matrimoni                                                                   | Note | Nº |
| ----------------------------------------------- | -------- | ---------------- | ---------------- | --------------------------------------------------------------------------- | --- | -- |
| Cosimo I (12 giugno 1519 – 21 aprile 1574)      |          | 27 agosto 1569   | 1574 (abdica)    | Eleonora di Toledo sette figli e quattro figlie                             | | 1  |
| Francesco I (25 marzo 1541 – 19 ottobre 1587)   |          | 1574             | 19 ottobre 1587  | (1) Giovanna d'Austria due figli e sei figlie (2) Bianca Cappello un figlio | figlio di Cosimo I; deceduto in circostanze non pienamente accertate                                              | 2  |
| Ferdinando I (30 luglio 1549 – 7 febbraio 1609) |          | 19 ottobre 1587  | 7 febbraio 1609  | Cristina di Lorena cinque figli e quattro figlie                            | figlio di Cosimo I; cardinale, lasciò la porpora per sposarsi                                                     | 3  |
| Cosimo II (12 maggio 1590 – 28 febbraio 1621)   |          | 7 febbraio 1609  | 28 febbraio 1621 | Maria Maddalena d'Austria cinque figli e tre figlie                         | figlio di Ferdinando I                                                                                            | 4  |
| Ferdinando II (14 luglio 1610 – 23 maggio 1670) |          | 28 febbraio 1621 | 23 maggio 1670   | Vittoria della Rovere due figli                                             | figlio di Cosimo II                                                                                               | 5  |
| Cosimo III (14 agosto 1642 – 31 ottobre 1723)   |          | 23 maggio 1670   | 31 ottobre 1723  | Margherita Luisa d'Orléans due figli e una figlia                           | figlio di Ferdinando II                                                                                           | 6  |
| Gian Gastone (24 maggio 1671 – 9 luglio 1737)   |          | 31 ottobre 1723  | 9 luglio 1737    | Anna Maria Francesca di Sassonia-Lauenburg nessun figlio                    | figlio di Cosimo III; Fu il penultimo della dinastia De medici l’ultima fu sua sorella Anna Maria Luisa De Medici | 7  |

Diversi furono i progetti delle grandi potenze riguardo alla successione al trono di Toscana: inizialmente a Gian Gastone fu imposto come erede Don Carlo di Borbone, duca di Parma e figlio cadetto del re Filippo V di Spagna; successivamente si decise che Don Carlo sarebbe diventato re di Napoli e che la Toscana sarebbe andata a Francesco Stefano di Lorena, fidanzato di Maria Teresa d'Austria.

### Lorena (1737-1765)
| Nome (nascita–morte)                            | Ritratto | Regno         | Regno          | Matrimoni                                           | Note | Nº |
| Nome (nascita–morte)                            | Ritratto | Inizio        | Fine           | Matrimoni                                           | Note | Nº |
| ----------------------------------------------- | -------- | ------------- | -------------- | --------------------------------------------------- | --- | -- |
| Francesco II (8 dicembre 1708 – 18 agosto 1765) |          | 9 luglio 1737 | 18 agosto 1765 | Maria Teresa d'Austria cinque figli e undici figlie | discendeva per parte materna da Enrico IV di Francia e Maria de' Medici; Imperatore col nome di Francesco I dal 1745 alla morte | 8  |

Durante il regno di Francesco Stefano, governarono in suo nome i Presidenti del Consiglio di Reggenza:
- Marc de Beauvau, principe di Craon 1737-1749
- Emmanuel de Nay, conte di Richecourt 1749-1757
- Antoniotto Botta Adorno 1757-1766

### Asburgo-Lorena di Toscana (1765-1801)
Gli accordi internazionali prevedevano di tener separato il trono toscano da quello austriaco, facendo passare il primo al secondogenito. Quando Pietro Leopoldo diventò però inaspettatamente imperatore, replicò il principio sui suoi figli.
| Nome (nascita–morte)                              | Ritratto | Regno          | Regno                     | Matrimoni                                                                                                 | Note | Nº |
| Nome (nascita–morte)                              | Ritratto | Inizio         | Fine                      | Matrimoni                                                                                                 | Note | Nº |
| ------------------------------------------------- | -------- | -------------- | ------------------------- | --- | --- | -- |
| Pietro Leopoldo I (5 maggio 1747 – 1º marzo 1792) |          | 18 agosto 1765 | 21 luglio 1790 (abdica)   | Maria Luisa di Spagna dodici figli e quattro figlie                                                       | secondo figlio maschio vivente di Francesco Stefano; diventato imperatore alla morte del fratello Giuseppe II | 9  |
| Ferdinando III (6 maggio 1769 – 18 giugno 1824)   |          | 21 luglio 1790 | 9 febbraio 1801 (deposto) | (1) Luisa Maria di Napoli e Sicilia tre figli e tre figlie (2) Maria Ferdinanda di Sassonia nessun figlio | secondo figlio maschio di Pietro Leopoldo; cacciato dall'invasione napoleonica                                | 10 |

## Re dell'Etruria, 1801-1807

### Borbone-Parma (1801-1807)
| Nome (nascita–morte)                            | Ritratto | Regno          | Regno                     | Matrimoni                                     | Note | Nº |
| Nome (nascita–morte)                            | Ritratto | Inizio         | Fine                      | Matrimoni                                     | Note | Nº |
| ----------------------------------------------- | -------- | -------------- | ------------------------- | --------------------------------------------- | --- | -- |
| Ludovico I (5 luglio 1773 – 27 maggio 1803)     |          | 28 marzo 1801  | 27 maggio 1803            | Maria Luisa di Spagna un figlio e tre figlie  | Ricevette da Napoleone la Toscana come compensazione per la futura rinuncia al Ducato di Parma | 1  |
| Ludovico II (22 dicembre 1799 – 16 aprile 1883) |          | 27 maggio 1803 | 23 ottobre 1807 (deposto) | Maria Teresa di Savoia un figlio e una figlia | figlio di Ludovico; regnò sotto la reggenza della madre Maria Luisa di Borbone-Spagna; il suo principato, pur creato da Napoleone, fu abolito dagli stessi francesi in favore dell'annessione diretta. | 2  |

## Annessione della Toscana alla Francia, 1807-1814

### Bonaparte (1809-1814)
| Nome (nascita–morte)                   | Ritratto | Regno        | Regno                      | Matrimoni                               | Note | Nº |
| Nome (nascita–morte)                   | Ritratto | Inizio       | Fine                       | Matrimoni                               | Note | Nº |
| -------------------------------------- | -------- | ------------ | -------------------------- | --------------------------------------- | --- | -- |
| Elisa (3 gennaio 1777 – 7 agosto 1820) |          | 3 marzo 1809 | 1º febbraio 1814 (deposta) | Felice Baciocchi tre figli e una figlia | Principessa di Lucca e Piombino; il fratello le affidò il governo dei tre dipartimenti toscani annessi all'Impero con il titolo formale di Granduchessa | -  |

## Granduchi di Toscana, 1814-1860

### Asburgo-Lorena di Toscana (1814-1860)
| Nome (nascita–morte)                            | Ritratto | Regno          | Regno                  | Matrimoni | Note | Nº |
| Nome (nascita–morte)                            | Ritratto | Inizio         | Fine                   | Matrimoni | Note | Nº |
| ----------------------------------------------- | -------- | -------------- | ---------------------- | --- | --- | -- |
| Ferdinando III (6 maggio 1769 – 18 giugno 1824) |          | settembre 1814 | 18 giugno 1824         | (1) Luisa Maria di Napoli e Sicilia tre figli e tre figlie (2) Maria Ferdinanda di Sassonia nessun figlio          | restaurato dal Congresso di Vienna                                                                                            | 10 |
| Leopoldo II (3 ottobre 1797 – 28 gennaio 1870)  |          | 18 giugno 1824 | 9 febbraio 1849 (fuga) | (1) Maria Anna Carolina di Sassonia tre figlie (2) Maria Antonietta delle Due Sicilie cinque figli e cinque figlie | figlio di Ferdinando III; fuggito a seguito del precipitare degli eventi nel corso della Prima guerra d'indipendenza italiana | 11 |

Nel periodo tra la fuga di Leopoldo II e l'invasione austriaca della Toscana, lo stato fu retto da un governo provvisorio, che in un primo tempo proclamò la Repubblica.
| Nome (nascita–morte)                             | Ritratto | Regno          | Regno                   | Matrimoni | Note                                           | Nº |
| Nome (nascita–morte)                             | Ritratto | Inizio         | Fine                    | Matrimoni | Note                                           | Nº |
| ------------------------------------------------ | -------- | -------------- | ----------------------- | --- | ---------------------------------------------- | -- |
| Leopoldo II (3 ottobre 1797 – 28 gennaio 1870)   |          | 28 luglio 1849 | 21 luglio 1859 (abdica) | (1) Maria Anna Carolina di Sassonia tre figlie (2) Maria Antonietta delle Due Sicilie cinque figli e cinque figlie |                                                | 11 |
| Ferdinando IV (10 giugno 1835 – 17 gennaio 1908) |          | 21 luglio 1859 | 15 marzo 1860 (deposto) | (1) Anna Maria di Sassonia una figlia (2) Alice di Parma cinque figli e cinque figlie                              | figlio di Leopoldo II; regnò solo nominalmente | 12 |

Il 27 aprile 1859, allo scoppio della Seconda guerra d'indipendenza italiana, con la popolazione che rumoreggiava e le truppe che davano segni di insubordinazione, Leopoldo II lasciò Firenze, trovando rifugio presso la corte di Vienna. Quello stesso giorno, il Municipio di Firenze, constatata l'assenza di disposizioni lasciate dal sovrano, nominò un governo provvisorio, che resse le sorti dello stato fino all'annessione al Regno di Sardegna l'anno seguente. Leopoldo abdicò ufficialmente solo il 21 luglio, e da quel momento suo figlio fu formalmente Granduca anche se non viveva a Firenze e non fu mai incoronato veramente. Il plebiscito, che si tenne l'11 marzo ed il 12 marzo 1860, pose fine al Granducato di Toscana. Ferdinando IV fu comunque ancora riconosciuto come legittimo Granduca dall'Impero austriaco, dalla Francia e da numerosi Stati europei. Forte di ciò, Ferdinando organizzò un partito filo-autonomista e antiunitario, che avrebbe dovuto permettergli di rientrare nel proprio Stato. Con la Terza Guerra d'Indipendenza (1866), l'Austria, la Francia e gli altri Stati europei riconobbero formalmente il Regno d'Italia e ciò tolse ogni possibilità a Ferdinando di riprendere possesso del granducato.